# Бораны (народ)
Бораны (греч. Βορανοί) (также ворады) — варварский народ, проживавший в III веке в Приазовье и на северных берегах Чёрного моря. Получили известность в связи с морскими набегами на римские владения в годы Скифской войны. Этническая принадлежность боранов не установлена.